# Ratchaprasong
Ratchaprasong (también Rajprasong) es el nombre de una intersección, y una zona comercial que tiene el mismo nombre en el distrito de Pathum Wan, Bangkok, al lado del Siam District.  Se encuentra en Estación de Chit Lom de BTS Skytrain y la intersección de las calles Ploenchit, Rama I y Ratchadamri. La zona cuenta con numerosos centros comerciales y hoteles.

## Lugares de interés

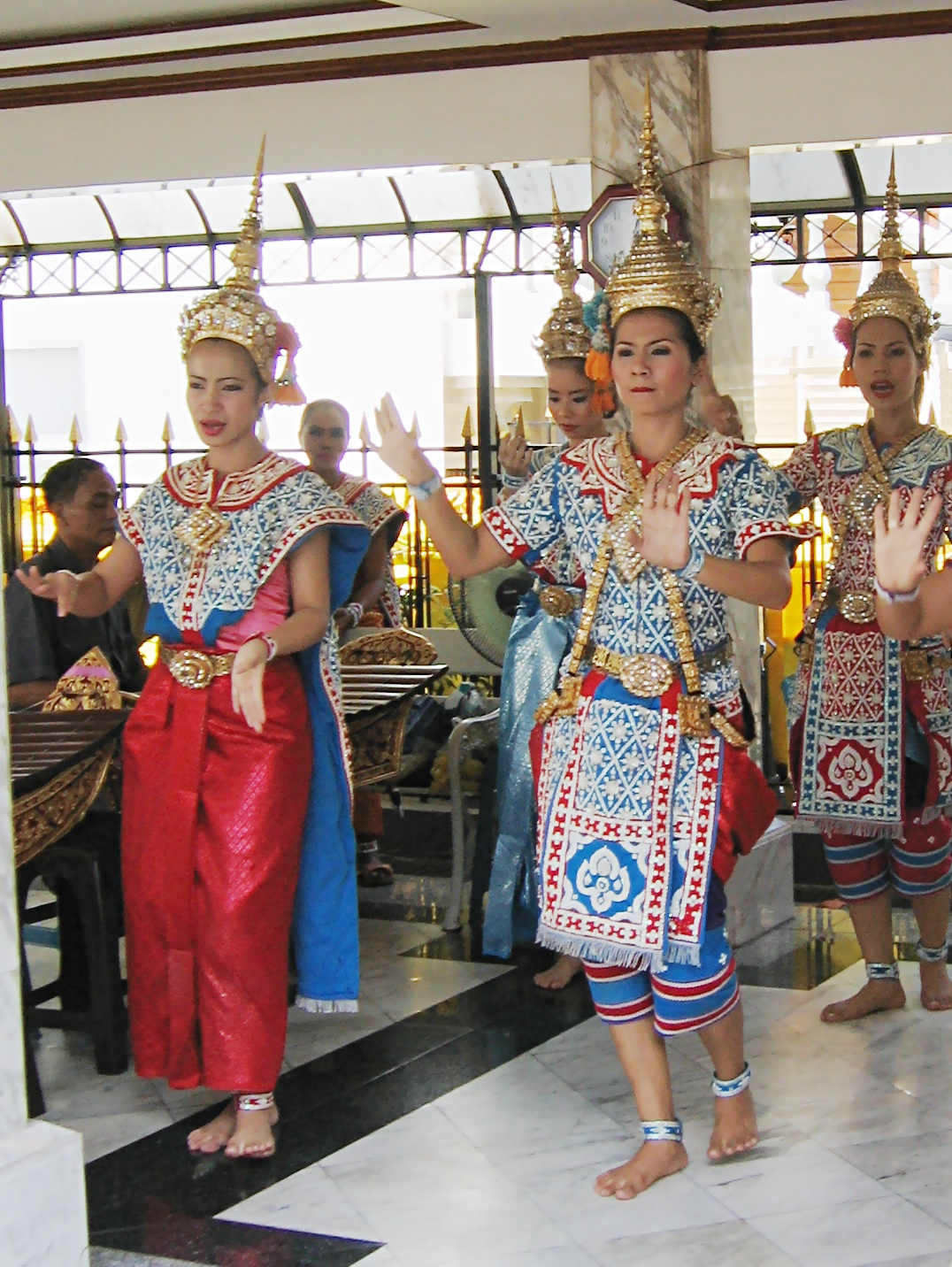
Cuando las oraciones hechas en Erawan Shrine se contestan, es costumbre de pagar por una actuación del grupo de danza tailandesa ahí.

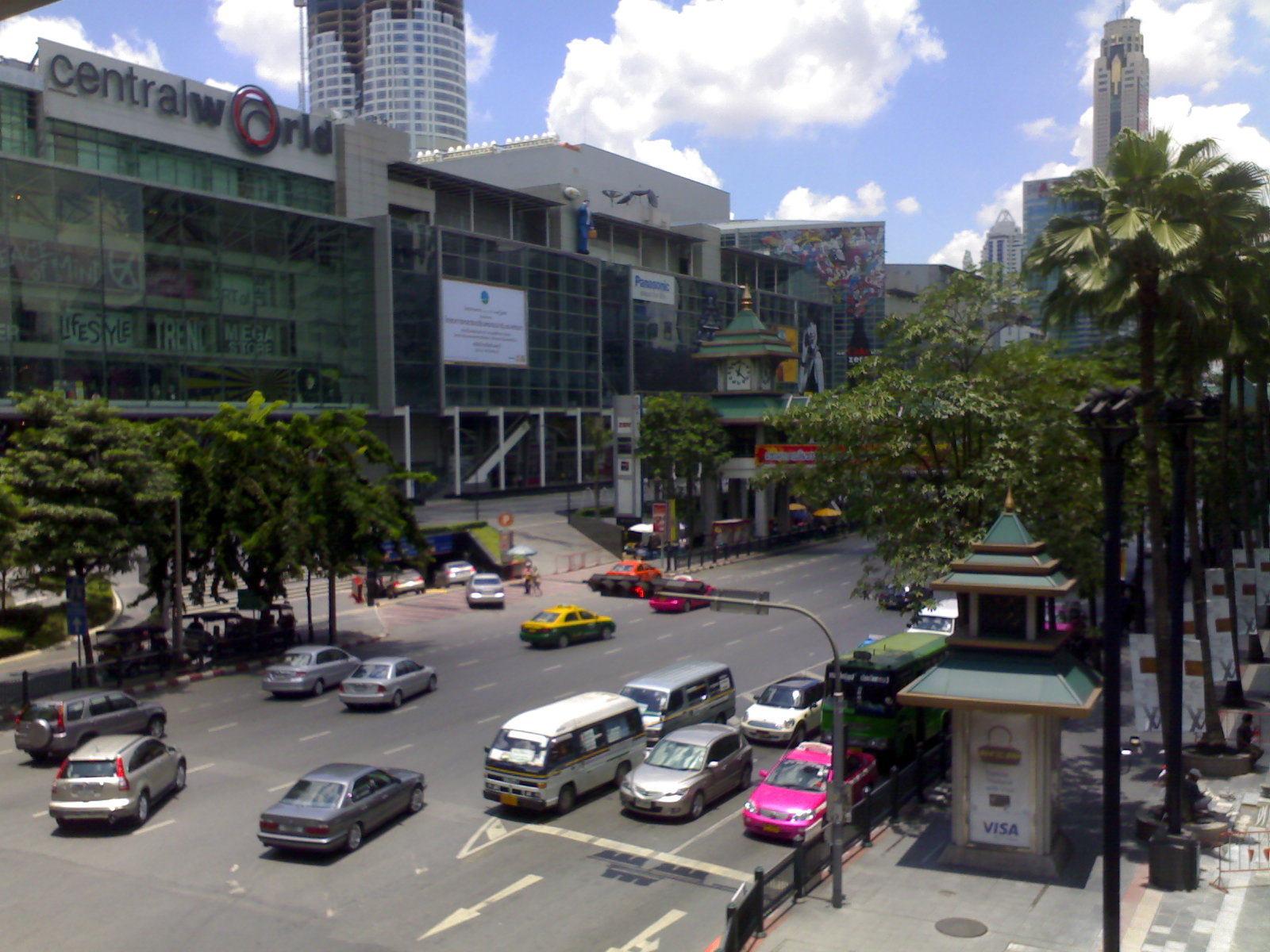
Central World

- Santuario de Erawan – Un santuario hindú/budisto en Bangkok, Tailandia que alberga una estatua de cuatro caras de Brahma Sahampati tiene actuaciones regulares de danza organizado por un grupo pagado por los adoradores cuyas oraciones ante el altar han sido contestadas. Cinco otros santuarios están ubicados en la zona también: Phra-mae Lakshmi, Phra Tri Murati, Phra Bighanesh (Ganesh), Phra Indra y Phra Narayana song suban.
- Luces festivas de la temporada – Cada año durante la Navidad y el Año Nuevo, Ratchaprasong está muy decorado con luces. Las decoraciones fueron iniciadas por Peninsular Plaza y The Regent hotel(ahora Four Seasons Hotel Bangkok) y luego se expandió a Sogo (ahora parte de Amarin Plaza), Central World, Chidlom Central y Gaysorn. Administración Metropolitana de Bangkok también ofrece luces en los pilares de BTS Skytrain. Durante el período, es el más brillante superficie iluminada de Bangkok.

- Datos: Q1138282
- Multimedia: Ratchaprasong intersection / Q1138282